# Hallerschloß (Nürnberg)

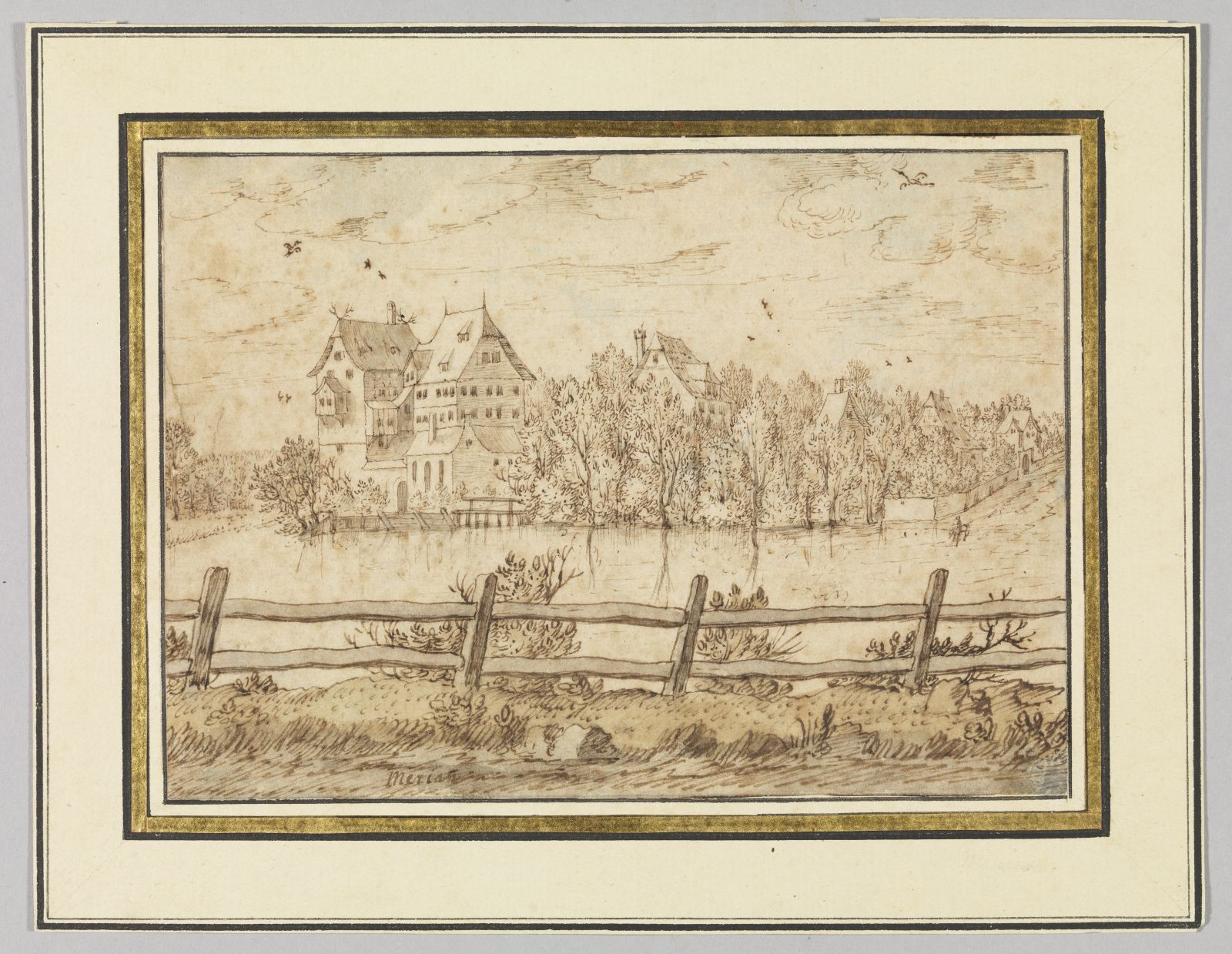
Zeichnung des Hallerschlosses um 1616

Hallerschloß ist eine Wüstung im Statistischen Bezirk 11 der kreisfreien Stadt Nürnberg.

## Geographie
Die ehemalige Einöde lag an einem Weiher auf einer Höhe von 311 m ü. NHN auf freier Flur. Im Südosten grenzte ein Waldgebiet an. Im Südwesten lagen die Einöden Hallerhütte, Bleiweiß und Forsthof. 0,3 km nordwestlich lag St. Peter, 0,6 km nordöstlich Gleißhammer. An der Stelle des Hallerschloßes befindet sich heute Haus Nr. 5 der Scharrerstraße.

## Geschichte

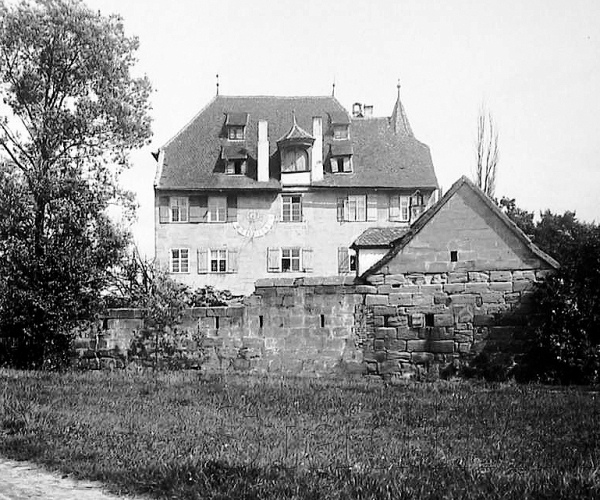
Hallerweiherhaus bei Nürnberg (1944 zerstört)

1344 übergab der Nürnberger Rat Konrad Waldstromer den Weiher am Siechgraben mit der Auflage, das Wehr des Fischbachs wiederherzustellen, und erlaubte den Bau einer Hofstatt für den Weiheraufseher. 1433 wurde der Ort als „Weiherhaus“ erstmals urkundlich erwähnt. 1492 kam der Herrensitz an die Nürnberger Patrizier Haller, 1518 an die Holzschuher. Nachdem der Ort im Zweiten Markgrafenkrieg 1552 niedergebrannt worden war, gelangte dieser 1566 erneut an die Haller, die den Herrensitz wieder aufbauten. Seitdem hieß das Anwesen Hallerschloß.
Gegen Ende des 18. Jahrhunderts gab es in Hallerschloß mit der Hallerhütte und dem Weiherhaus 5 Anwesen (1 Herrenhaus, 4 Häuser). Das Hochgericht übte die Reichsstadt Nürnberg aus, was aber von den brandenburg-ansbachischen Oberämtern Cadolzburg und Burgthann bestritten wurde. Alleiniger Grundherr war der Nürnberger Eigenherr von Haller.
Im Rahmen des Gemeindeedikts wurde Hallerschloß dem 1808 gebildeten Steuerdistrikt Gleißhammer und der im selben Jahr gegründeten Ruralgemeinde Gleißhammer zugeordnet. 1813 wurde das Hallerschloß von der Familie Haller verkauft. 1899 wurde Hallerschloß nach Nürnberg eingemeindet. Im Zweiten Weltkrieg wurde das Hallerschloß zerstört.
Heute erinnert noch der Name einer Gastwirtschaft an der Ecke Herbartstraße 71/Hainstraße an das ehemalige Hallerschloß.

### Einwohnerentwicklung
| Jahr      | 001818 | 001824 | 001840 | 001861 | 001871 | 001885 |
| Einwohner | 34 *   | 15     | 38     | 29     | 64     | 27     |
| Häuser    | 8 *    | 1      | 4      |        |        | 2      |
| Quelle    | [ 6 ]  | [ 4 ]  | [ 7 ]  | [ 8 ]  | [ 9 ]  | [ 10 ] |

## Religion
Der Ort war seit der Reformation überwiegend protestantisch. Ursprünglich waren die Einwohner evangelisch-lutherischer Konfession nach St. Lorenz (Nürnberg) gepfarrt, später nach St. Peter (Nürnberg).